# Бостаните
Бостаните (болг. Бостаните) — село в Болгарии. Находится в Видинской области, входит в общину Чупрене.

## Политическая ситуация
Бостаните подчиняется непосредственно общине и не имеет своего кмета.
Кмет (мэр) общины Чупрене — Ванё Костадинов Костин (коалиция в составе 2 партий: Земледельческий народный союз (ЗНС), Движение за права и свободы (ДПС)) по результатам выборов.